# نوره خیل، دیر زیرین
نوره خیل (به انگلیسی: Noora Khel) یک منطقهٔ مسکونی در پاکستان است که در خیبر پختونخوا واقع شده‌است.